# Swiatoslawa av Polen
Swiatoslawa (polska: Świętosława), också känd under namnet Gunhild eller Gunhilda, död efter år 1014, var dotter till Mieszko I av Polen och Dubrawka av Böhmen. Hon var gift med den danske kungen Sven Tveskägg och eventuellt även med den svenske kungen Erik Segersäll. 

## Biografi
Namnformen Świętosława är en rekonstruktion som främst grundar sig på en inskription i "Liber vitae of the New Minster and Hyde Abbey Winchester" om att en syster till sonen Knut den store skulle ha hetat "Santslaue" (inskriptionen lyder: "Santslaue soror CNVTI regis nostri"), och antagandet att denna dotter troligtvis var döpt efter sin mor.
Enligt isländska sagor och vissa andra traditionella källor var Sven Tveskäggs hustru den västgötska stormannadottern Sigrid Storråda. Historikern Curt Weibull ansåg att Sigrid Storråda var en uppdiktad gestalt - både Gunhild och Sigrid har tolkats som förvrängningar av det polska namnet Świętosława - medan andra hävdat att Sigrid var en verklig person och att Sven Tveskägg därmed måste ha varit gift två gånger. Detta skulle då tyda på att det var Adam av Bremen och inte de isländska sagorna som har missuppfattat de nordiska kungarnas släktskapsförhållanden och att Gunhild enbart var gift med Sven Tveskägg.
En annan möjlighet är att Swiatoslawa och Sigrid och Gunhild var samma person. Herman Lindqvist framför teorin att namnet Sigrid var en folklig försvenskning av Świętosława och att Gunhild var det officiella drottningnamnet.
Gunhilds äktenskap med Sven Tveskägg var inte lyckligt utan hon blev förskjuten och tvingad att flytta tillbaka till sitt hemland, där hon levde tills hennes söner fick makten i Danmark 1014, när Tveskägg avled. Hon flyttade alltså inte till Sverige som regerades av Olof Skötkonung, vilken enligt en del av tolkningarna skulle ha varit hennes son.

## Barn
- Knut den store
- Harald II av Danmark
- Santslaue